# Parafia Bożego Ciała w Jarosławiu
Parafia Bożego Ciała w Jarosławiu – znajduje się na terenie archidiecezji przemyskiej i wchodzi w skład dekanatu jarosławskiego – Jarosław I. Kościół parafialny jest kościołem kolegiackim, przy którym znajduje się Jarosławska Kapituła Kolegiacka.

## Historia

### Kościół św. Mikołaja
W 1323 roku Jarosław otrzymał prawa miejskie. Już wówczas istniała tu parafia rzymskokatolicka, która należy do najstarszych na terenie archidiecezji. Pierwotny kościół parafialny pw. św. Mikołaja był drewniany i znajdował się w obrębie późniejszego opactwa benedyktynek. W 1375 roku książę Władysław Opolczyk nadał miastu prawa magdeburskie i przeniósł je na nowe obecnie zajmowane miejsce. Fundację parafii powiększył w 1508 roku Jakub z Krzywczy, zapisując dla niej wieś Szczytna. W 1757 roku kościół został rozebrany go na polecenie bpa Wacława Hieronima Sierakowskiego.

### Kościół kolegiacki Wszystkich Świętych
W 1473 roku zbudowano na nowym miejscu (przy obecnym rynku miejskim) gotycki kościół murowany, z fundacji podkomorzego przemyskiego Spytka z Jarosławia i mieszczan jarosławskich. Został on poświęcony pw. Wszystkich Świętych. Przy tym kościele w 1523 roku została ufundowana kolegiata z kapitułą kolegiacką z fundacji Jadwigi z Warzyszyna, wdowy po Spytku, kasztelanie krakowskim, oraz jej córek – Anny, wdowy po Mikołaju z Zakliczyna, kasztelanie wojnickim, oraz Magdaleny, żony Mikołaja z Pilczy – kasztelana bełskiego, za zgodą bpa Rafała Leszczyńskiego. Kościół ten był pierwszym kościołem kolegiackim w diecezji przemyskiej. W 1618 roku książę Janusz Ostrogski ufundował przy kolegiacie kolegium mansjonarzy, które zostało zatwierdzone 1619 roku przez bpa Stanisława Siecińskiego. W latach 1600 i 1625 kościół był uszkodzony przez pożary. W 1800 roku władze austriackie zlikwidowały jarosławską kapitułę kolegiacką. W 1804 roku zawaliła się wieża kościoła doprowadzając do katastrofy budowlanej, i tego powodu w 1807 roku ruiny kościoła zostały rozebrane.

### Kościół kolegiacki Bożego Ciała

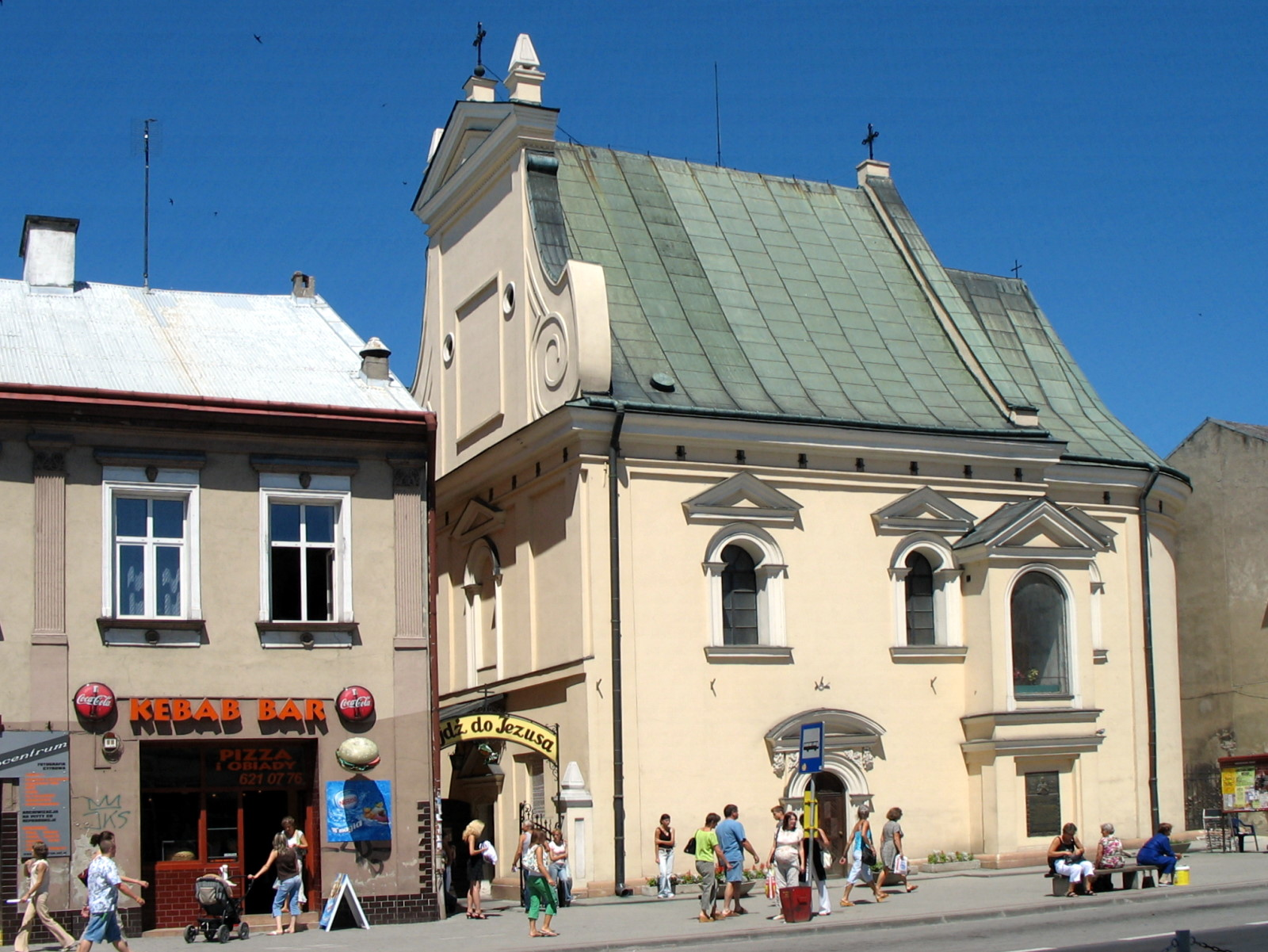
Kościół rektoralny pw. Ducha Świętego

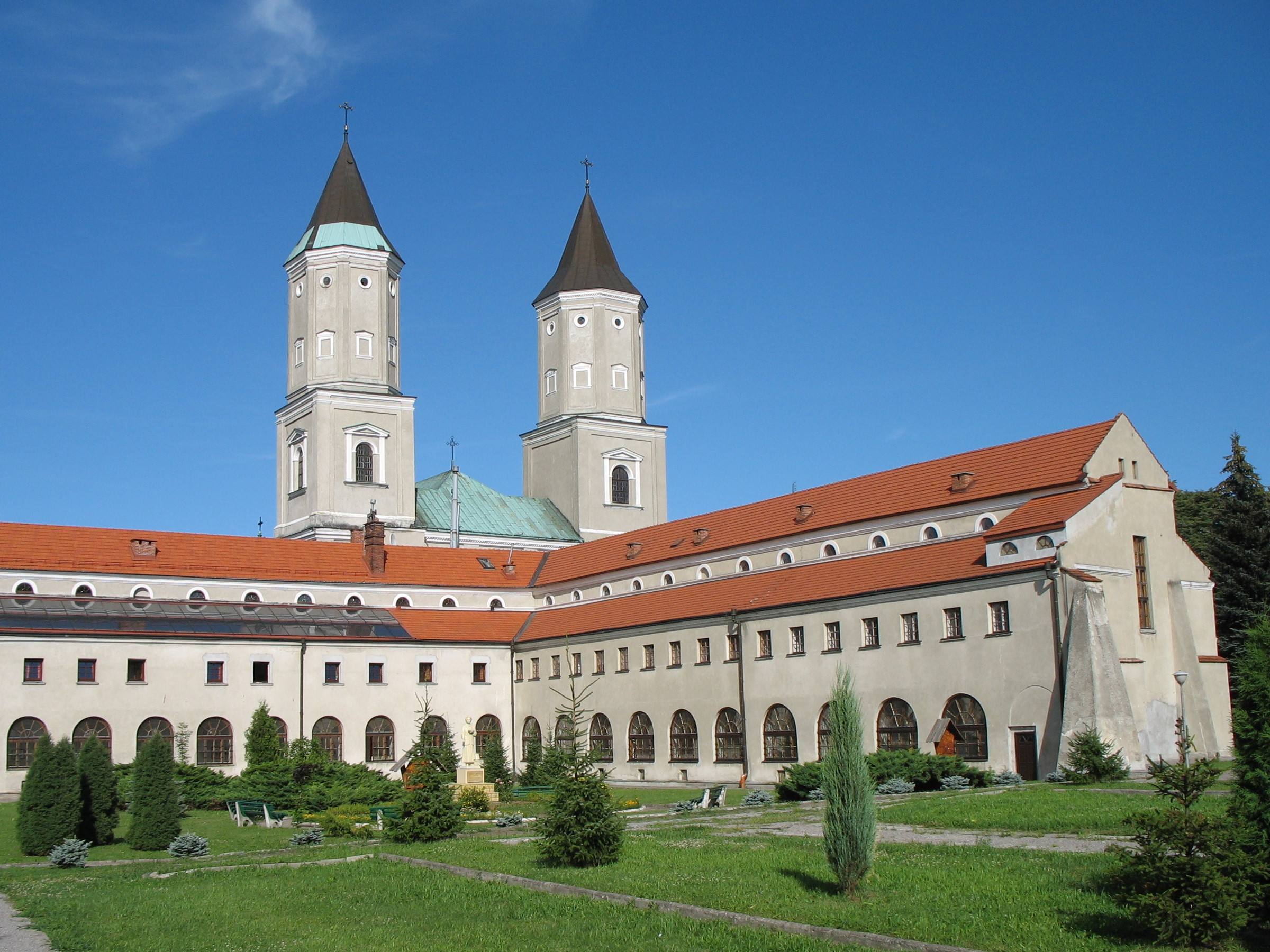
Opactwo Benedyktynek
Kościół rektoralny pw. św. Mikołaja i św. Stanisława Biskupa

W 1574 roku w Jarosławiu osiedlili się Jezuici, i to dla nich, w latach 1582–1594 został zbudowany obecny murowany kościół parafialny, w stylu renesansowym, wraz z sąsiadującym kolegium według projektu arch. Józefa Bricciusa. Kościół ufundowała Zofia z Odrowążów, żona wojewody sandomierskiego Jana Kostki. W 1594 roku kościół poświęcił go bp Wawrzyniec Goślicki, pw. św. Jana Chrzciciela i św. Jana Ewangelisty. W 1773 roku po kasacie jezuitów kościół został przez Austriaków zamieniony na magazyn wojskowy.
W 1808 roku książę Adam Czartoryski wykupił kościół i podarował go parafii. Od tego czasu kościół stał się parafialnym. W 1862 roku wnętrze kościoła uległo spaleniu. Po remoncie w 1863 roku kościół został poświęcony. W 1890 roku odbyła się konsekracja kościoła pw. Bożego Ciała, której dokonał bp Jakub Glazer. W XIX wieku wykonano wyposażenie kościoła. Z dawnego wystroju kościoła zachowały się: krzyż z XVII wieku, wykonany przez Antoniego Osińskiego oraz późnogotycka figura Matki Boskiej z dawnej kolegiaty z XVI wieku. W 1912 roku Polichromię wnętrza wykonał artysta Leonard Winterowski, a w latach 70. XX wieku odnowił ją i uzupełnił artysta Józef Steciński.
Kościół posiada organy 32 głosowe, budowane podczas ostatniej wojny przez ks. Wojciecha Lewkowicza. Na zewnątrz kościoła znajduje się kolekcja 12 kamiennych figur: patronów kościoła i świętych zakonu jezuickiego.
3 czerwca 1975 roku na prośbę bpa Ignacego Tokarczuka, dekretem Prymasa Polski Kardynała abpa Stefana Wyszyńskiego zostały przywrócone do istnienia kapituły kolegiackie w Jarosławiu i Brzozowie.
W 2021 roku podjęto decyzję o budowie nowego kościoła filialnego na terenie parafii. 18 lipca 2021 roku abp Adam Szal poświęcił plac pod budowę nowego kościoła. Kościół ma być zbudowany według projektu arch. inż. Henryka Sobolewskiego, a patronami kościoła będą Dobry Pasterz i Dobry Łotr.
Na terenie parafii jest 7 800 wiernych i dwa kościoły rektoralne (pw. Świętego Ducha, oraz pw. św. Mikołaja i św. Stanisława Biskupa).
Proboszczowie parafii:
ks. Piotr.
ks. Maciej.
ks. Bartłomiej z Rohatyna.
ks. Mikołaj z Korczyna.
ks. Tomasz z Drohobycza.
ks. Jakub z Kościana.
ks. Andrzej z Żydaczowa.
ks. Piotr Starzechowski.
1555–1571. ks. Albert z Włocławka.
1571–1581. ks. Jan Ostrowski.
1581–1600. ks. Melchior Piotrowczyk.
1600–1619. ks. Paweł Zajączkowski.
1619–1623. ks. Marcin Conuati.
1623–1639. ks. Łukasz Rafałowicz.
1639–1644. ks. Jan Grębiński.
1644–1656. ks. Piotr Zakrzewski.
1657–1659. ks. Tomasz Canavesi.
1660–1663. ks. Andrzej Kłopocki.
1663–1677. ks. Gabriel Zajączkowski.
1678–1679. ks. Kosmus Brunetti.
1679–1696. ks. Andrzej Chryzostom Załuski.
1696–1699. ks. Ludwik Załuski.
1699–1702. ks. Marcin Załuski.
1703–1714. ks. Jan Gomoliński.
1714–1734. ks. Aleksander Antoni Fredro.
1735–1780. ks. Wacław Hieronim Sierakowski
1781–1783. ks. Mikołaj Morski.
1784–1802. ks. Ludwik Hoszowski.
1803–1826. ks. Franciszek Siarczyński
1828–1830. ks. Rafał Krajewski.
1830–1850. ks. Jakub Waydowicz
1851–1866. ks. Antoni Żelazny.
1866–1907. ks. Tomasz Olexiński.
1908–1923. ks. Stefan Fus.
1923–1935. ks. kan. Zygmunt Męski.
1935–1966. ks. Władysław Opaliński.
1939–1940. ks. Jakub Makara (administrator).
1940–1944. ks. Wojciech Lewkowicz (administrator).
1966–1986. ks. prał. Bronisław Fila.
1986–2006. ks. prał. Aleksander Kustra.
2006– nadal ks. prał. Marian Bocho.

## Obraz Matki Bożej Śnieżnej – Królowej Rodzin
Szczególną czcią wiernych w parafii otaczany jest „słynący łaskawością” wizerunek Matki Bożej Śnieżnej – Królowej Rodzin. Dokładna data powstania obrazu jest nieznana, ale według jezuickich archiwów, obraz ten dla jarosławskiego kolegium jezuickiego otrzymał generał zakonu Franciszek Borgiasz. Do Jarosławia obraz sprowadzono pomiędzy 1573 rokiem (przybycie Jezuitów do Jarosławia), a 1580 (ofiarowanie koron dla Maryi i Dzieciątka przez Zofię z Odrowążów Tarnowską). W inwentarzu kościelnym z 1593 roku jest zapis o istnieniu obrazu i koron. Obraz znajdował się w Kaplicy Matki Bożej, a w 1595 roku ufundowano ołtarz dla tego obrazu. Podczas pożarów kościoła w 1600 i 1625 roku obraz ocalał. Podczas pożaru w 1862 roku obraz cudem ocalono i po odnowieniu kościoła powrócił do kaplicy. W 1938 roku przeprowadzono konserwację obrazu. W 1976 roku obraz Matki Bożej Śnieżnej przeniesiono do ołtarza głównego.
W niedzielę Świętej Rodziny w 2006 roku abp Józef Michalik nadał mu tytuł Najświętszej Maryi Panny Królowej Rodzin i wyznaczył dzień odpustu parafialnego na 5 sierpnia. 2 sierpnia 2014 roku na Jarosławskim rynku, odbyła się koronacja obrazu papieskimi koronami, której dokonał abp Józef Michalik w asyście wielu biskupów, kapłanów i licznych rzesz wiernych.

## Terytorium parafii
Teren parafii obejmuje ulice: Asnyka, Benedyktyńska, Blichowa, Boczna Okrzei, Boczna Sanowa, Plac Bożnic, Tadeusza Broniewskiego, Brama Pełkińska, Cerkiewna, Chopina, Cygańska Góra, Długosza, Dobrzańskiego (numery 2, 4), Dojazdowa, Farna, ks. Bronisława Fili, Flisacka, Franciszkańska, Fredry, Grodzka, Grunwaldzka, Harlendera, Jarowa, Jasna, Anny Jenke, Jezuicka, Kasztelańska, Kielara, Konopnickiej, Kopystyńskiego, Kościuszki (numery 2, 6, 8), Kraszewskiego (numery 23-27, 2-66), Królowej Jadwigi (numery 23-25, 30-40), Kruhel Pełkiński (numery 1-17, 2-12), Lubelska, Mały Rynek, Plac Mickiewicza, Plac. św. Michała, Miłosza, Misztale, Mochnackiego, Na Blichu, Nad Sanem, Ogrodowa, Okrzei, Opolska, Ordynacka, Ormiańska, Ostrogskich, Panieńska, Pasieka, Pełkińska, Piekarska, os. Piłsudskiego, Podgórze, Podzamcze, Pogodna, Polna, Poniatowskiego (numery 43-63, 30-40), Przemyska (numery 1-9, 2), Przygrodzie, Przyrynek, Baśki Puzon, Racławicka (numery 1-3, 2-14), Raszyńska, Rybacka, Rynek, Sandomierska, Sanowa, Sąsiedzka, Sikorskiego (numery 2-6), Skarbowskiego, Plac Ks. Piotra Skargi, Sobieskiego, Spytka, Starosanowa, Strzeleckiego, Świętego Ducha, Świętojańska, mjr Szczepańskiego, Tarnowskiego, Tatarska, Trybunalska, Ujejskiego, Wąska, Węgierska, Wodna, os. Wojska Polskiego, Wróblewskiego, Zamkowa, Zduńska, Zgody, Zielona, Zwierzyniec, Zwierzyniecka, Żeromskiego (numery 2-8).

## Średnia szkoła parafialna
W 2018 roku zostało otwarte parafialne Publiczne Katolickie Liceum Ogólnokształcące im. Anny Jenke, które znajduje się przy kolegiacie, w budynku dawnej szkoły jezuickiej, a ostatnio gimnazjum nr 3.

## Odpusty parafialne
Od 2007 roku corocznie 5 sierpnia, we wspomnienie liturgiczne poświęcenia rzymskiej Bazyliki Matki Bożej, w parafii przeżywany jest odpust, któremu przewodniczy zwykle biskup.
- I Odpust 2007 – abp Ignacy Tokarczuk
- II Odpust 2008 – bp Marian Buczek
- III Odpust 2009 – abp Edward Nowak
- IV Odpust 2010 – ks. inf. Stanisław Mac
- V Odpust 2011 – bp Jan Niemiec
- VI Odpust 2012 – ks. Wacław Siwak
- VII Odpust 2013 – bp Stanisław Jamrozek
- VIII Odpust 2014 – abp Adam Szal
- IX Odpust 2015 – bp Józef Zawitkowski
- X Odpust 2016 – abp Józef Michalik
- XI Odpust 2017 – abp Adam Szal
- XII Odpust 2018 – ks. Artur Drozd
- XIII Odpust 2019 – abp Adam Szal
- XIV Odpust 2020 – bp Krzysztof Chudzio
- XV Odpust 2021 – bp Antoni Długosz
- XVI Odpust 2022 –
- XVII Odpust 2023 – bp Damian Muskus OFM

## Znani parafianie
- Służebnica Boża Anna Jenke (1921–1975) – nauczycielka szkolna w Jarosławiu.